# 법계성범수륙승회수재의궤 (부산광역시 유형문화재 제207호)
법계성범수륙승회수재의궤(法界聖凡水陸勝會修齋儀軌)는 부산광역시 서구 동아대학교에 있는 조선시대의 책이다. 2019년 5월 29일 부산광역시의 유형문화재 제203호로 지정되었다.

## 개요
'법계성범수륙승회수재의궤'는 1270년(咸淳 6) 남송(南宋)의 고승 지반(志磐)이 물과 육지에 외로이 떠도는 영혼과 아귀(餓鬼)를 위로하고 구제하기 위해, 불법(佛法)을 강설하고 음식을 베푸는 불교의식인 수륙무차평등재(水陸無遮平等齋)의 기원·의식·절차 등을 수집, 정리하여 찬술한 불교의례서로, '천지명양수륙재의찬요(天地冥陽水陸齋儀纂要)'·'수륙재의찬요(水陸齋儀纂要)'·'지반문(志磐文)' 등으로도 불린다. 이 책은 우리나라에서 '천지명양수륙재의찬요'라는 서명으로도 많이 간행되었지만, 권수제(卷首題)가 '법계성범수륙승회수재의궤'로 함진재 소장본과 동일하게 되어 있는 판본만을 대상으로 살펴보면, 현전(現傳)되는 판본들 중 세조비 정희왕후(貞熹王后 1418~1483)가 세조·예종·덕종의 명복을 빌기 위하여 1470년(성종 1)에 왕실 주도로 간행한 판본이 가장 이르고, 그후 1649년에 이르기까지 여러 차례 간행한 것으로 나타난다.
동아대학교 함진재 소장본은 1559년 갑사(岬寺)에서 판각한 경판으로 후쇄한 1권1책의 목판본으로 완본(完本)이다. '법계성범수륙승회수재의궤'는 내용상 원래 6권이 완질이나 국내에서는 권1만 출간하는 것이 유행하였다. 이 책은 인출기록이 없어 정확한 인출 시기는 알 수 없으나, 동일한 경판으로 1573년(선조 6) 계룡산 군장암(軍藏庵)에서 인출한 것으로 알려진 관문사(觀門寺) 성보박물관 소장본과 대조해 본 결과, 묵흔이 매우 유사함을 알 수 있었다. 따라서 이 책도 그 비슷한 시기에 인출되었을 것으로 추정된다. 현전하는 판본들 중에는 1470년에 간행된 왕실판본 다음으로 간행되어 간행시기가 매우 이른 편이다. 그리고 동일 판본은 관문사 성보박물관 소장본 1책만 검색되었을 정도로 희구본(稀覯本)이기도 하다. 비록 훼손된 부분이 다소 있으나 낙장은 없어서 내용의 전모를 알 수 있으며, 간기와 시주질, 간역질 등 명확한 간행 사항들이 기록되어 있어 당시의 불교 서적 간행 상황을 파악하는데 귀중한 자료적 가치가 있다.

## 참고 문헌
- 법계성범수륙승회수재의궤 - 국가유산청 국가유산포털